# Leeuwenburg (Alkmaar)
Aan de Mient 23 in de Nederlandse stad Alkmaar staat een monumentale woning genaamd Leeuwenburg. Het pand is vernoemd naar de bewoner die de huidige gevel liet bouwen. Het pand is op 10 december 1969 als rijksmonument opgenomen in het monumentenregister.

## Geschiedenis
Jacob Leeuwenburg kocht het pand in 1702 van de erven van Gerrit Floriszoon Wildeman (stichter van het Wildemanshofje). In 1707 liet Leeuwenburg de gevel wijzigen, waardoor deze voor het aangrenzende pand langs uit kwam te steken. De gevel is in barok- of Lodewijk XIV-stijl gemaakt.
In 1731 kwam er naast Leeuwenburg een nieuwe buurman wonen: Sijbrant van Haften. Hij merkte op dat de dakrand van Leeuwenburg uitstak en voor zijn eigen gevel langs ging. De dakrand van Leeuwenburg zou 17 duim (dat is ongeveer 44 cm) voor zijn gevel steken.
Nadat Van Haften bij de gemeente was gaan klagen, stelde de gemeente hem, na een onderzoek in december 1731, in het gelijk. Naar aanleiding hiervan liet Leeuwenburg het wapen van Alkmaar op zijn gevel plaatsen met daarop de twee leeuwen van het wapen afgekeerd. In het stadswapen fungeren de leeuwen normaal gesproken als schildhouders die met hun voorpoten het schild vasthouden. Door de leeuwen met hun achterwerk naar het wapen te plaatsen, beledigde Leeuwenburg de stad. De gemeente heeft de situatie nooit aan laten passen; de gevel steekt tot op heden voor die van de buren langs.
De pui is van latere datum en de begane grond heeft een winkelbestemming.